# ARA General Belgrano (1938)

ARA General Belgrano was een lichte kruiser van de Argentijnse marine die in dienst was van 1951 tot en met 1982, toen het schip getorpedeerd werd door de Britse onderzeeboot HMS Conqueror tijdens de Falklandoorlog. Hierbij kwamen 323 zeelieden om het leven. Dit was bijna de helft van het totale aantal Argentijnse slachtoffers tijdens de Falklandoorlog.
De Belgrano is het enige schip dat ooit werd getorpedeerd door een kernonderzeeër en slechts het tweede schip na de Tweede Wereldoorlog dat werd getorpedeerd door een onderzeeboot (na het Indiase fregat INS Khukri, dat door de Pakistaanse onderzeeboot PNS Hangor werd getorpedeerd tijdens de Indiaas-Pakistaanse Oorlog van 1971).
Voordat het verkocht werd aan Argentinië stond het schip bekend als USS Phoenix (CL-46). Het schip werd tewatergelaten in 1938 en deed dienst in de Amerikaanse marine tijdens de Tweede Wereldoorlog. Het was het enige Amerikaanse schip dat de aanval op Pearl Harbor zonder schade doorstond.
Het schip was het tweede marineschip dat werd vernoemd naar de Argentijnse vader des vaderlands Manuel Belgrano (1770–1820). Het eerste schip was een 7.069 ton wegende pantserkruiser die werd voltooid in 1896.